# Місії НАТО за участі України
Місії НАТО за участі України — операції та місії з врегулювання криз, що були проведені або проводяться за рішеннями Ради Безпеки ООН під управлінням НАТО і в яких брали або беруть безпосередню участь Збройні Сили України. Станом на 2014 рік Україна залишається єдиною країною-партнером, яка бере участь у чотирьох з п'яти операцій під проводом НАТО. Участь у заходах з підтримання міжнародного миру і безпеки залишається одним з пріоритетних напрямів зовнішньої політики України.

## Загальна направленість співробітництва
Основною формою співробітництва України і Північноатлантичного альянсу в царині миротворчої діяльності в зоні відповідальності НАТО є безпосередня участь в його миротворчих операціях що проводяться під мандатом Ради Безпеки ООН, або за рішенням ОБСЄ.
Основним місцем миротворчих дій НАТО зараз є так звана «зона нестабільності» в Європі, що включає ті регіони континенту і прилеглі до нього прикордонні субрегіони, звідки можуть виходити європейській і євроатлантичній безпеці — внутрішні міжетнічні конфлікти, нелегальна міграція, тероризм. Одним з основних елементів миротворчої політики НАТО в цій зоні є залучення до участі в миротворчих діях країн-партнерів по програмі «Партнерство заради миру».
Україна має досвід участі в операціях під проводом НАТО в Боснії та Герцеговині, Косові, Македонії, Іраку, Афганістані, а також в Середземному морі та Індійському океані. Законодавством України визначено, що така участь є однією із важливих складових зовнішньої політики та напрямком забезпечення національної безпеки держави та відповідає національним інтересам України і в сучасних умовах є необхідною для їх забезпечення: участь в операціях НАТО є рушієм процесу становлення сектору безпеки України, реформування Збройних сил, а також євроатлантичної інтеграції.

## Участь України в операціях НАТО, що завершилися

### Виконання мирної угоди і стабілізація в Боснії і Герцеговині. IFOR/SFOR
Миротворчу діяльність Україна як незалежна держава розпочала у 1992 році направленням 240-го окремого миротворчого батальйону до колишньої Союзної Республіки Югославія.
IFOR, або сили з виконання мирної угоди, були розгорнуті в Боснії і Герцеговині на один рік в грудні 1995 року у відповідності до мандату ООН у відповідності з резолюцією РБ ООН № 1031. Метою ІФОР було спостереження за реалізацією військових аспектів Дейтонської мирної угоди, яка поклала край війні в Боснії. Основне завдання IFOR полягало в тому, щоб гарантувати припинення бойових дій та розвести збройні сили Федерації Боснії і Герцеговини з однієї сторони і Республіки Сербської — з другої.
Офіційне запрошення від керівництва НАТО Україна отримала 29 грудня 1995 року. Уряд схвалив рішення про надання до складу Сил із виконання Угоди (СВУ) українського військового підрозділу. Ним став 240-й окремий спеціальний батальйон чисельністю 550 військовослужбовців. Для транспортно-логістичних операцій на комерційній основі також була виділена ескадрилья літаків військово-повітряних сил України.
18 січня 1996 року між Україною і НАТО було укладено угоди про участь в операції IFOR, а 1 лютого 1996 року між Україною і Францією — угоду щодо умов часткового тилового забезпечення українського контингенту. 21 лютого 1996 року, із завершенням процесу сертифікації українського батальйону, він перейшов до складу Сил із виконання угоди.
У зв'язку із закінченням 20 грудня 1996 року строку повноважень IFOR, 12 грудня 1996 року Рада Безпеки ООН схвалила резолюцію № 1088, згідно з якою було санкціоновано розгортання Багатонаціональних стабілізаційних сил SFOR, які мали замінити IFOR. Головними завданнями SFOR було подальше сприяння в імплементації Дейтонської угоди, консолідації мирного процесу шляхом запобігання поновленню військових дій.
Враховуючи значний внесок України в успішне проведення операції IFOR та високу оцінку з боку командування професіоналізму українських військовослужбовців, керівництво НАТО знову запросило Україну до продовження участі її контингенту в операції SFOR. 3 квітня 1997 року Кабінет Міністрів України ухвалив постанову про забезпечення діяльності українського контингенту в операції Багатонаціональних стабілізаційних сил на території Боснії і Герцеговини: 240-й окремий батальйон чисельністю 400 осіб продовжив місію на території Боснії і Герцеговини у складі SFOR. Постановою також була передбачена можливість використання в рамках операції десяти літаків ВПС України на договірній основі.
Як і під час проведення операції IFOR, дислокація українського контингенту у складі SFOR залишалась в зоні відповідальності Франції, проте, місце дислокації 240-го осбн було перенесено з Сараєва до Мостара (Врапчичі).
Україна вивела своїх миротворців із Боснії і Герцеговини у листопаді 1999 року. Усього за час перебування 240-го окремого спеціального батальйону на території колишньої Югославії проведено 14 ротацій особового складу. Усіх українських миротворців було нагороджено медалями НАТО. Четверо були визнані гідними державних нагород України. Один із них — старший сержант Олександр Полтава — посмертно.
Остаточно операція завершена в грудні 2004.

### Участь в тренувальній місії ТМН-І в Іраку
Тренувальна місія НАТО у Республіці Ірак ТМН-І — спільні навчання країн-членів НАТО та країн-партнерів і збройних сил Іраку. Рішення про проведення тренувальних навчань в Іраку було ухвалене Північноатлантичною радою на прохання Тимчасового уряду Іраку і відповідно до положень резолюції 1546 Ради Безпеки ООН у 2004 році на Стамбульському саміті НАТО. Головне її завдання — підготовка іракських сил безпеки, надання допомоги державним структурам країни у процесах створення та розвитку військових навчальних закладів.
ТМН-І започаткована 14 серпня 2004 року. Участь Збройних сил України у діяльності ТМН-І розпочалася у лютому 2006 року, коли до Іраку були направлені троє офіцерів Збройних сил. Підставами для їх участі в місії стали Указ Президента України «Про направлення миротворчого персоналу України до Республіки Ірак» та Постанова Кабінету Міністрів України «Деякі питання забезпечення діяльності миротворчих контингентів і миротворчого персоналу, що утримуються коштом державного бюджету», які визначали направлення до Іраку миротворчого персоналу України загальною чисельністю до 50 військовослужбовців. У листопаді 2008 року до складу ТМН-І було додатково направлено ще сім військовослужбовців Збройних сил України. Це 10% від загальної чисельності офіцерських посад тренувальної місії НАТО або 76% від загальної чисельності офіцерських посад, визначених для країн-партнерів.
Україна залишалася єдиною країною-партнером, яка бере участь в Тренувальній місії ТМН-І, що високо оцінюється політичним та військовим керівництвом НАТО. Українські офіцери працюють військовими радниками в Національному оперативному центрі офісу прем'єр-міністра Іраку, Об'єднаному оперативному центрі МВС Іраку. Вони брали активну участь у розробленні оперативних процедур як на тактичному, так і стратегічному рівні. На представників України покладене одне з найвідповідальніших завдань ТМН-І — підготовка старшого сержантського складу та проведення курсів штабів бойових підрозділів до рівня батальйону в Тренувальному центрі міста Таджі.
Мандат на перебування Тренувальної місії НАТО в Іраку завершився 28 лютого 2011 року. І хоча уряд Іраку запросив НАТО продовжити роботу Місії ще на два роки, керівництво НАТО 12 грудня 2011 року ухвалило рішення про вивід Місії. Враховуючи ухвалення Північноатлантичною радою рішення про згортання діяльності та виведення ТМН-І, 24 грудня 2011 року українські миротворці повернулися до України.

## Участь України в поточних операціях НАТО

### Підтримання миру в Косово, KFOR
Найбільш масштабною за термінами та кількістю залученого особового складу є співпраця України і НАТО в рамках міжнародних сил з підтримки миру в Косові KFOR.
Сили KFOR були створені згідно з резолюцією Ради Безпеки ООН № 1244 та вступили в Косово 12 червня 1999 року.
Підрозділи Збройних Сил України беруть участь у миротворчій операції у Косові з вересня 1999 року. Юридичною підставою для їх участі в операції стали Указ Президента України від 14.07.1999 № 852/99 затверджений відповідним законом України і Постановою Кабінету Міністрів. 1 вересня 1999 року український контингент миротворчих сил (УКМС), загальною чисельністю 800 військовослужбовців приступив до практичної участі в міжнародній операції в Косово у складі 208-го окремого спеціального батальйону чисельністю 267 осіб, 37-ї окремої роти забезпечення, 57-го військового госпіталю, а також 14-го окремого вертолітного загону (67 військових). В завдання українського контингенту входило патрулювання, несення служби на блокпосту Джяковіца та спостережних постах, супроводження перевезень місцевого населення і гуманітарних конвоїв, охорона об'єктів інфраструктури, зокрема шкіл та церков, двох автомобільних і одного залізничного мостів, тунелю. 14-й окремий вертолітний загін забезпечував перевезення вантажів, особового складу і поважних осіб, евакуація поранених.
21 березня 1998 року з особового складу польської 14-ї бронетанкової бригади і українського 310-го механізованого полку було сформовано Українсько-польський миротворчий батальйон (УКРПОЛБАТ) чисельністю 700 чоловік. У 1999 році батальйон був повністю укомплектований, а через рік він взяв участь у своїй першій місії. УКРПОЛБАТ організаційно входив до складу багатонаціональної бойової групи «Схід» (англ. «East»), до якої крім нього входили військові підрозділи США (провідна країна), Вірменії, Греції, Литви, Польщі та Румунії). Особовий склад батальйону залучався до супроводження автомобільних колон, надання медичної допомоги місцевому населенню, забезпечення розподілення гуманітарної допомоги тощо. УКРПОЛБАТ проіснував до травня 2011 року.
Сьогодні 134 представники українського миротворчого контингенту багатонаціональної бойової групи «Схід» сил KFOR здійснюють на Балканах патрулювання, несуть службу на спостережних постах, забезпечують супроводження конвоїв, охороняють важливі об'єкти багатонаціональних сил, беруть участь в операціях та заходах, які проводить БНБГ «Схід» та командування KFOR тощо. Крім того, у Косові працюють чотири офіцери оперативної групи, які виконують завдання на посадах у штабах KFOR та бойової групи «Схід».

### Сприяння безпеці в Афганістані, ISAF
Україна також бере участь у операції Міжнародних сил сприяння безпеці в Афганістані (ISAF — МССБ).
Практичне співробітництво України і НАТО в цій сфері тривалий час обмежувалося наданням повітряного простору для прольоту літаків країн-учасників ISAF та забезпеченням послуг з авіаційного перевезення їх особового складу і вантажів на комерційній основі. Однак 12 травня 2007 року в рамках двосторонніх домовленостей з литовською стороною до складу литовської групи з реконструкції провінції Гор був включений український військовий лікар-анестезіолог. Після офіційного візиту Міністра закордонних справ України до Афганістану 14 липня 2007 року було ухвалене рішення про збільшення кількості українського миротворчого персоналу в складі ISAF.
31 березня 2008 року Україна була офіційно визнана країною-контриб'ютором ISAF, а 3 квітня того ж року на Бухарестському саміті НАТО Президент України взяв участь в засіданні голів держав та урядів у форматі МССБ. 13 листопада, по завершенні консультацій високого рівня між Україною та НАТО на рівні міністрів оборони, які проходили у Таллінні, міністр оборони України Юрій Єхануров та міністр охорони краю Литовської Республіки Юозас Олекас підписали технічну угоду між міністерствами оборони обох країн щодо направлення миротворчого персоналу України для виконання завдань у складі литовської групи ISAF.
15 січня 2010 року Президент України підписав указ «Про направлення додаткового миротворчого персоналу України для участі в операції Міжнародних сил сприяння безпеці в Ісламській Республіці Афганістан», який передбачав збільшення миротворчого персоналу МССБ до 30 осіб. В травні 2010 року в Афганістан була направлена перша група інженерів з розмінування. В листопаді того ж року в Чакчаран, що в провінції Гор були додатково направлені ще четверо фахівців з розмінування. Наприкінці січня 2011 року до складу польового госпіталю польської групи з реконструкції в провінції Газні було направлено ще трьох військових лікарів, а 9 серпня 2011 до Тренувальної Місії НАТО в Афганістані у складі литовської групи радників армійської авіації Афганської Національної Армії в провінції Кандагар долучилися українські радник з застосування авіаційного електронного обладнання та бортінженер.
Сьогодні 22 військовослужбовці українського миротворчого персоналу Збройних сил України виконують завдання у складі Міжнародних сил сприяння безпеці у Ісламській Республіці Афганістан: один у складі Багатонаціонального штабу ISAF, шістнадцять — у складі литовської групи з реконструкції провінції Гор, три військові лікарі у складі польської групи з реконструкції провінції Газні та два фахівці у складі литовської групи радників армійської авіації в провінції Кандагар.

### Участь в операції «Активні зусилля» і боротьбі з піратством
Важливим аспектом співробітництва України і НАТО в галузі боротьби з міжнародним тероризмом є участь України в антитерористичній операції Альянсу в Середземному морі «Активні зусилля» (ОАЗ, англ. Active Endeavour).
Операція НАТО «Активні зусилля» була започаткована 4 жовтня 2001 року як одна з восьми відповідей Альянсу на теракти 11 вересня. Практична фаза операції розпочалася 6 жовтня 2001. Кораблі Постійного оперативного з'єднання ВМС НАТО в Середземному морі, які брали участь у навчаннях Destined Glory біля південного узбережжя Іспанії, були розгорнуті в Східному Середземномор'ї з метою запобігання нелегальним перевезенням морем зброї і боєприпасів, протидії незаконним переміщенням людей та іншій незаконній діяльності з використанням цивільних суден. Поточна операція проводиться почергово постійними військово-морськими групами НАТО SNMG1 і SNMG2.
Україна, друга з країн — не членів НАТО після Російської Федерації, яка у 2005 році долучилася до операції «Активні зусилля». Київ офіційно повідомив Альянс про принципову зацікавленість щодо участі в ОАЗ 8 травня 2004 року. 16 червня 2004 Північноатлантична рада ухвалила рішення про можливість підтримки Україною операції «Активні зусилля», у тому числі, шляхом залучення військових сил та засобів.
Угода у формі обміну листами між Україною та Організацією Північноатлантичного договору про участь України у військово-морських операціях на Середземному морі в рамках операції «Активні зусилля» була підписана 21 квітня 2005 року. Основні форми участі Збройних сил України в операції «Активні зусилля» полягають у функціонуванні на базі штабу Військово-Морських Сил України елементу взаємного обміну інформацією в рамках операції — Контактного пункту, направлення українських офіцерів зв'язку до штабу операції в Неаполі, направлення кораблів та підрозділів ВМС ЗС України до складу сил, визначених до участі в операції «Активні зусилля».
Важливим етапом розвитку процесу залучення України до операції «Активні зусилля» стала безпосередня участь в ній кораблів ВМС ЗС України. Першим кораблем ВМС України, що взяв участь в операції став корвет «Тернопіль» з оглядовою командою спеціального призначення, який був переданий в оперативне підпорядкування командуванню НАТО з 25 травня по 3 липня 2007 року. З того часу до 2014 року в активації до участі в операції щорічно здійснюють один-два корабля ВМС. Бойові служби для участі в операції здійснювали корвети «Тернопіль», «Луцьк», фрегат «Гетьман Сагайдачний».
Крім боротьби з морським тероризмом Україна висловила готовність до подальшої взаємодії у боротьбі з піратством. 10 жовтня 2013 року, відповідно до положень Річної національної програми співробітництва Україна-НАТО на 2013 рік затвердженої Указом Президента № 371/2013 від 5 липня 2013 року, до операції НАТО «Океанський щит», направленої на боротьбу з сомалійськими піратами в Аденській затоці та вздовж берегів Африканського рогу, приєднався фрегат ВМС України «Гетьман Сагайдачний». Це стало першим випадком участі країни-партнера в боротьбі Альянсу проти піратів. Перед приєднанням до операції «Океанський щит», український корабель надав швидку підтримку операції «Активні зусилля». В рамках участі в операції «Океанський щит» Україна також відрядила свого офіцера зв'язку до Морського командування ОЗС НАТО.
Участь «Сагайдачного» в операції «Океанський щит» тривала до 3 січня 2014 року, під час якої корабель здійснив шість патрулювань, після чого перейшов в оперативне підпорядкування командування антипіратської операції Європейського Союзу «Аталанта».